# Лепих, Ярослав Ильич
Ярослав Ильич Лепих (укр. Ярослав Ілліч Лепіх; род. 28 апреля 1947, Рожановка, Тернопольская область) — советский и украинский физик. Доктор физико-математических наук (2001), профессор (2006), Заслуженный деятель науки и техники Украины (2015). Академик Академии наук высшей школы Украины с 2010 года.

## Биография
Родился 28 апреля 1947 года в селе Рожановка Толстенского района Тернопольской области.
После окончания инженерно-физического факультета Одесского политехнического института в 1970 году работал в научной сфере в учреждениях Академии наук СССР, УРСР, в отраслевой и вузовской науке. Работал в сухумском филиале Акустического института АН СССР, затем в одесском отделении Института математики АН УССР, после этого в Научно-исследовательском технологическом институте «Темп» и СКТБ «Элемент» Минпромполитики Украины.
В 1985 году, после аспирантуры, в Институте радиотехники и электроники АН СССР защитил кандидатскую по теме: «Пристрої на поверхневих акустичних хвилях для обробки сигналів у радіоелектронній аппаратурі», а в 2001 году, после докторантуры, в Одесском национальном университете имени И. И. Мечникова защитил докторскую диссертацию — «Електрофізичні та адсорбційні явища у кристалічних діелектриках та шаруватих структурах при поширенні поверхневих акустичних хвиль».
С 2001 года работал в Одесском национальном университете им. И. И. Мечникова заведующим научно-исследовательской лаборатории, а с 2008 года — директором Межведомственного научно-учебного физико-технического центра МОН и НАН Украины.

## Научная деятельность
Основные научные интересы находятся на стыке нескольких научных направлений: физическая акустика, акустика твёрдого тела, физика и технология полупроводников и диэлектриков, сенсорика.
Разработал ряд новых концептуальных научных подходов к созданию датчиков нового поколения на основе теоретических и экспериментальных исследований акустоэлектронных и адсорбционных явлений при распространении поверхностных акустических волн (ПАВ) в слоистых структурах и новых функциональных материалах. Ряд результатов исследований имеют приоритетный характер. К таким, в частности, принадлежит идея использования угловой зависимости фазовой скорости распространения ПАВ Рэлея в кристаллических пьезоэлектриках и бесконтактного возбуждения и детектирования ПАВ для управления характеристиками устройств на ПАВ.
Принимал участие в формировании государственных научно-технических программ. Был членом Координационного совета Государственной научно-технической «Программы развития наиболее конкурентоспособных направлений микроэлектроники в Украине», член секции Научного совета Государственной программы «Нанотехнологии и материалы».
Автор более 250 публикаций в том числе 2 монографий, 25 авторских свидетельств и патентов на изобретения, 6 учебных пособий, из которых 2 с грифом МОН Украины.
Заместитель председателя секции «Сенсорная электроника» Научного совета НАН Украины по проблеме «Физика полупроводников и полупроводниковые устройства», член двух специализированных советов по защите докторских и кандидатских диссертаций (Д 41.051.01, Д 26.199.01), заместитель главного редактора научно-технического журнала «Сенсорная электроника и микросистемной технологии», член редколлегии Международного научно-технического журнала «Оптико-электронные информационно-энергетические технологии».

## Отличия
- Заслуженный деятель науки и техники Украины (2015) — за весомый личный вклад в развитие национального образования, подготовку высококвалифицированных специалистов, многолетнюю плодотворную научно-педагогическую деятельность и по случаю 150-летия основания Одесского национального университета имени И. И. Мечникова;
- Государственная премия Украины в области науки и техники (2011) — за работу «Микроэлектронные датчики нового поколения для интеллектуальных систем» (в составе коллектива);
- Награждён знаком Министерства образования и науки Украины «За научные достижения» (2007) и почётной грамотой Президиума НАН Украины;
- председатель Одесского областного отделения АН ВШ Украины (с 2010 года);
- член бюро Координационного совета Украинского физического общества.

## Труды
- Прикладна акустика в медицині : навч. посіб. для студ. вузів / Я. І. Лепіх. — Одеса : Астропринт, 2005. — 206 с.
- Напівпровідникові та акустоелектронні оптичні сенсори і системи / Я. І. Лепіх, С. В. Лєнков, В. А. Мокрицький [та ін.]. — Одеса : Астропринт, 2009. — 247 с.
- Мікроелектронні датчики нового покоління для інтелектуальних систем. Основні технічні характеристики мікроелектронних датчиків і приклади застосування в інтелектуальних системах: робота на здобуття Державної премії України в галузі науки і техніки / Я. І. Лепіх, Ю. О. Гордієнко, С. В. Дзядевич; [та ін.]. — Одеса : Астропринт, 2010. — 39 с.
- Створення мікроелектронних датчиків нового покоління для інтелектуальних систем / Я. І. Лепіх, Ю. О. Гордієнко, С. В. Дзядевич; [та ін.]. — Одеса : Астропринт, 2010. — 289 с.
- Інтелектуальні вимірювальні системи на основі мікроелектронних датчиків нового покоління / Я. І. Лепіх, Ю. О. Гордієнко, С. В. Дзядевич; [та ін.]. — Одеса : Астропринт, 2011. — 351 с.
- Сучасні мікроелектронні датчики для інтелектуальних систем / Я. І. Лепіх, А. А. Євтух, В. О. Романов // Вісник НАН України. — 2013. — № 4. — С. 40-49.
- Фотоприемник типа полосковой линии для измерения теплового излучения. / И. А. Иванченко, Л. М. Будиянская, Я. И. Лепих // Дисперсные системы : материалы XXVI междунар. науч. конф. (Одесса, 22-26 сентября 2014 г.). — Одесса, 2014. — С. 65-66.
- Atom of hydrogen and Wannier-Mott exciton in crossed electric and magnetic fields / O. P. Fedchuk, A. V. Glushkov, Ya. I. Lepikh [and other] // Фотоэлектроника = Photoelectronics. — 2014. — № 23. — Р. 176—181.
- Випромінювач електромагнітних хвиль з керованими характеристиками / Я. І. Лепіх, А. О. Карпенко // Сенсорна електроніка i мікросистемнi технології. — 2015. — Т. 12, № 3. — С. 35-39.